# Neoconservadorisme a Espanya
A Espanya, el terme neoconservadorisme, no exempt d'ambigüitat, fa referència a una tendència política dins del mapa cultural de les dretes espanyoles.
El terme és ambigu, en la mesura en què s'ha emprat segons apunta Julio Gil Pecharromán, bé des de l'esquerra també com a sinònim d'una extrema dreta, militarista i capitalista, bé com una casa ecumènica de postures ideològiques que abastarien entre altres el conservadorisme liberal, el nacionalpopulisme i el integrisme catòlic, o bé per referir-se a una sèrie d'intel·lectuals i autors dretans amb una afinitat ideològica pretèrita compartida en el si de l'esquerra (Federico Jiménez Losantos, Guillermo Gortázar, César Alonso de los Ríos, Gustavo Bueno o Pío Moa…).
En certa manera una varietat espanyola dels neoconservadors estatunidencs, els neocons espanyols combinarien un fort liberisme econòmic, conservadorisme social (amb diferents matisos) i un profund nacionalisme espanyol, als quals s'afegiria un activisme «gramscià» en aspectes culturals. Això no obstant, pel que fa a la doctrina liberal, s'ha destacat de forma crítica la divergència entre la teoria (aprimament de l'Estat) i la praxi, desenvolupada en territoris sota el Govern del Partit Popular com la Comunitat de Madrid (posada dels recursos de l'Estat al servei d'interessos i grups socials minoritaris). D'acord amb Muñoz Soro haurien compartit amb els neoliberals els mateixos espais de comunicació en Libertad Digital o la Cadena COPE.
A internet s'han identificat en aquesta tendència llocs webs com debate21.com, hispalibertas.com, lafraseprogre.com, HazteOir.org, Elsemanaldigital.com, Periodista Digital o El Confidencial Digital, o els vinculats a la Fundació Denaes.
Entre els elements del passat que s'han destacat com a necessaris per a entendre la gènesi de moviment s'han destacat el liberal-conservadorisme canovista de la restauració, la reconstitució del liberalisme a Espanya durant el tardofranquisme, el govern d'Aznar i el gir atlantista que va imprimir aquest als liberalconservadors espanyols.
En les albors de segle xxi, l'entramat de think tanks de pensament neocon va centrar la seva activitat al voltant de les següents línies mestres: difusió de les teories de la conspiració de l'11-M, la mobilització reactiva al voltant de causes socialconservadores vinculades a l'Església catòlica, el nacionalisme espanyol, la política exterior i el combat ideològic al model d'estat de benestar.